# Szakmár
Szakmár é um município da Hungria, situado no condado de Bács-Kiskun. Tem 74,64 km² de área e sua população em 2015 foi estimada em 1.213 habitantes.